# Jean Lamale
Jean Lamale, né le 1er mai 1927 à Saulieu et mort le 20 août 2021 à Sens, est un homme politique français.

## Détail des fonctions et des mandats
Mandat parlementaire
- 2 janvier 1956 - 30 mai 1956 : député de l'Yonne[1].